# Begraafplaats van Honfleur
De Begraafplaats van Honfleur (St.Léonard) is een gemeentelijke begraafplaats in de wijk “Saint-Léonard” van de  Franse gemeente Honfleur (departement Calvados). De begraafplaats heeft een langwerpige vorm en ligt op een hellend terrein, 800 m ten zuidoosten van het gemeentehuis.

## Britse graven
Op de begraafplaats liggen 7 Britse gesneuvelden uit de Tweede Wereldoorlog en 1 bemanningslid van de “S.S. Sarnia”, een schip van de koopvaardijvloot. Hun graven worden onderhouden door de Commonwealth War Graves Commission en zijn daar geregistreerd als Honfleur (St. Leonard) Communal Cemetery.
- Ithel David Jeremy, luitenant bij de Royal Air Force Volunteer Reserve werd onderscheiden met het Distinguished Flying Cross (DFC).